# Княже (Золочевский район)

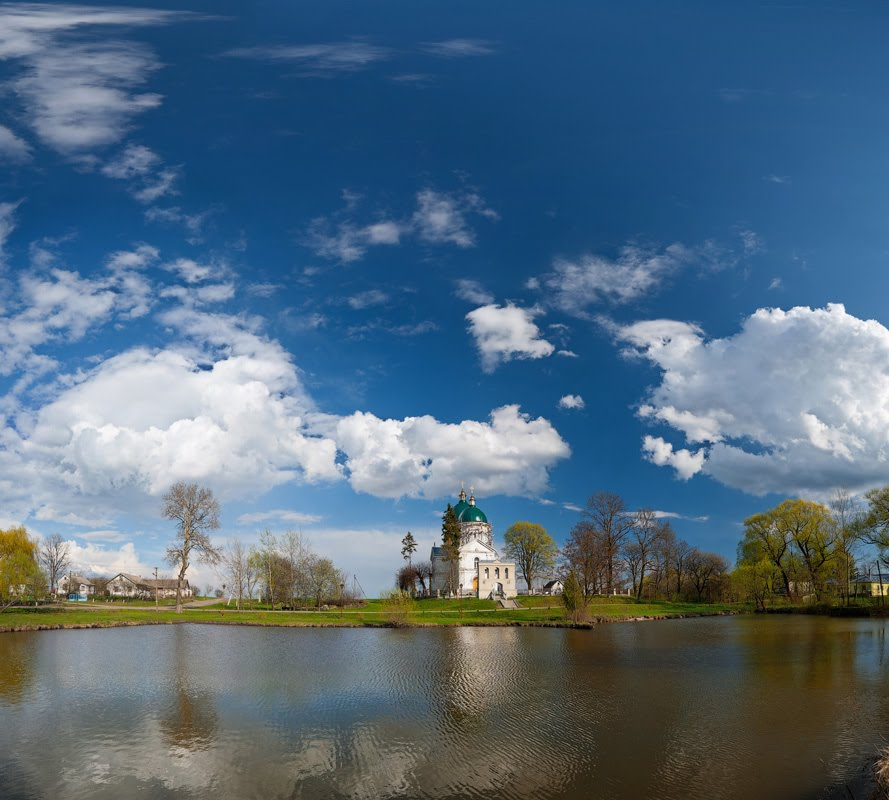
Церковь св. Ильи в с. Княже

Княже (укр. Княже) — село в Золочевской городской общине Золочевского района Львовской области Украины.
Население по переписи 2001 года составляло 407 человек, по данным 2023 года составляло 404 человека. Занимает площадь 1,16 км². Почтовый индекс — 80733. Телефонный код — 3265.

## История
Первое упоминание встречается в 1488 году. Само название села свидетельствует, что первоначально оно принадлежало русским князьям. С древних времен здесь действовал монастырь св. Параскевы сестер Василианок, просуществовавший до ликвидации в 1781 году.
Княже представляет интерес для туристов-рыбаков своими известными озерами и прудами. В селе Княже находятся восемь рыбных прудов. Один из них природного происхождения.